# Olympijský stadion (Athény)
Olympijský stadion v řeckých Athénách, známý rovněž pod názvem stadion Spiridona Louise byl dějištěm atletických soutěží a finále fotbalového turnaje na Olympijských hrách v roce 2004. Stejně tak se zde odehrával zahajovací a závěrečný ceremoniál. Olympijský stadion byl vybudován v letech 1980-1982 pro účely Mistrovství Evropy v atletice. V roce 1997 byl pak dějištěm Mistrovství světa v atletice. Pro účely Olympijských her v roce 2004 byl stadion opět renovován. V roce 2007 se zde odehrálo finále Ligy mistrů.